# Oropactes maculatus
Oropactes maculatus är en kräftdjursart som beskrevs av Franco Ferrara och Stefano Taiti1982. Oropactes maculatus ingår i släktet Oropactes och familjen Eubelidae. Inga underarter finns listade i Catalogue of Life.